# Industriales
Industriales ist eine Baseballmannschaft der kubanischen Serie Nacional. Es ist eines von zwei Teams aus Havanna und eines der erfolgreichsten Mannschaften in der Geschichte der nationalen Liga in der nach-revolutionären Zeit. Sie haben im ganzen Land Fans.
Die Mannschaft ist als „Die Löwen“ („los leones“), „Die Blauen“ („los azules“) oder auch als „Die blauen Löwen“ („los leones azules“) bekannt. Ihre Trikotfarbe ist bei Heimspielen weiß mit blauen Ärmeln, bei Auswärtsspielen blau.

## Geschichte
Das Team wurde im Jahr 1962 gegründet und repräsentierte anfangs die Industriearbeiter des Landes. Sie werden als Nachfolger der Baseballmannschaft Almendares aus der damals aufgelösten Profiliga verstanden. Sie gewannen die kubanischen Meisterschaften 1963, 1964, 1965, 1966, 1973, 1986, 1992, 1996, 2003, 2004, 2006 und 2010.
Bei den World Baseball Classic 2006 stellte Industriales vier Nationalspieler: Yadel Martí, Deinys Suárez, Rudy Reyes and Carlos Tabares.

## Beste Spieler
Folgende Spieler des Vereins wurden zum kubanischen MVP gekürt:
- 1965 Urbano González
- 1967 Pedro Chávez
- 1971 Antonio Jiménez
- 1972 Agustín Marquetti
- 1986 Lázaro Vargas
- 1987 Javier Méndez
- 1996 Jorge Fumero
- 2003 Javier Méndez
- 2006 Alexander Mayeta